# Culicoides usingeri
Culicoides usingeri är en tvåvingeart som beskrevs av Wirth 1952. Culicoides usingeri ingår i släktet Culicoides och familjen svidknott. Inga underarter finns listade i Catalogue of Life.